# Kloster Le Reclus
Das Kloster Le Reclus (Notre-Dame du Reclus; Reclusum) ist eine ehemalige Zisterzienserabtei in der Gemeinde Talus-Saint-Prix im Département Marne, Region Grand Est, in Frankreich. Es liegt rund 16 Kilometer nördlich von Sézanne und 17 Kilometer östlich von Montmirail.

## Geschichte
Das Kloster wurde 1142 von Kloster Vauclair an einem Ort gegründet, an dem der Einsiedler Hugues le Reclus lebte. Es gehörte der Filiation der Primarabtei Clairvaux an. 1164 wurde das Kloster ins Tal des Petit Morin am Rand des Moors von Saint-Gond auf ein Gelände verlegt, das der Graf der Champagne Heinrich I. zur Verfügung gestellt hatte. Le Reclus blieb immer ein kleines Kloster. Trotz mehrerer Zerstörungen hat es einige mittelalterliche Gebäude bewahrt. In der Französischen Revolution fand das Kloster sein Ende.

## Bauten und Anlage

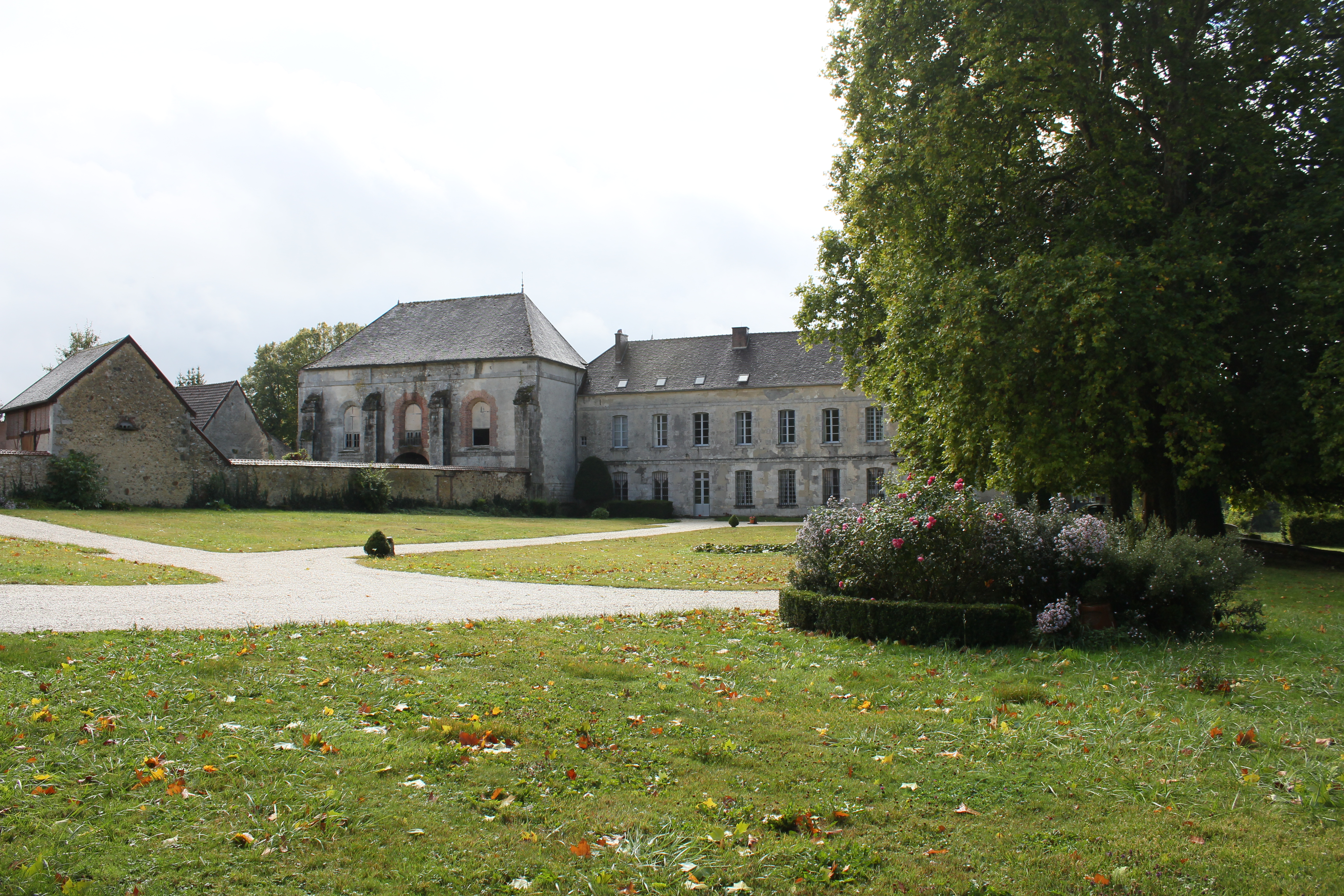
Heutige Ansicht des ehemaligen Klosters

Der Mönchsbau birgt den Ostflügel des Kreuzgangs sowie das Armarium und den Kapitelsaal, dessen sechs Gewölbe auf zwei Säulen ruhen, die Sakristei, das Parlatoirum und das Gefängnis. Vom Konversenhaus sind die Fundamente erhalten. Von der Kirche hat sich nur der flache Chor mit einem Okulus erhalten. Vom rechten Querhaus sind noch die Fundamente von drei Kapellen zu erkennen. Das Abtshaus aus dem Jahr 1740 nimmt die Stelle des Kirchenschiffs ein.